# 동남아시아 작가상
동남아시아 작가상(Southeast Asian Writers Award, S.E.A. Write Award, 태국어: รางวัลซีไรต์ 랑완 시라이[*], 말레이어: Anugerah Penulis S.E.A. 아누그라 프눌리스 S.E.A.[*])은 1979년 이래 동남아시아의 작가들에게 주어지는 문학상이다. 이 상은 동남아시아 국가 연합을 구성하는 국가의 국적을 가진 작가들에게 수여되나, 매년 모든 동남아시아 국가 연합의 국가에 상이 주어지는 것은 아니다. 일례로, 미얀마의 작가에게는 2002년부터 상이 주어지지 않고 있다.
작가의 특정한 작품을 기려 수여할 수도 있고, 전 생애에 걸친 문학적 성취를 평가해 수여할 수도 있다. 평가 대상이 되는 문학 작품의 종류는 다양하여, 시, 소설, 연극, 민담, 종교적, 학술적 작품 등을 포괄한다.
시상식은 방콕에서 열리며, 타이 짜끄리 왕조의 일원이 주도한다. 아이리스 머독, 피터 유스티노프, 제프리 아처, 제임스 A. 미츠너, 고어 비달, 윌리엄 골딩, 리타 도브, 폴 서루 등의 유명인들이 시상식에 특별 참석하는 경우도 있었다. 2006년 노벨 문학상 수상자인 월레 소잉카는 자신의 몫으로 예정되어 있던 기조연설을 2006년 타이 쿠데타에 항의하여 취소하였고, 결국 당해년 기조연설은 S.P. 솜타우가 하게 되었다.

## 동남아시아 작가상 수상자 명단

### 1979-1989
1984년까지는 인도네시아, 말레이시아, 필리핀, 싱가포르, 타이의 작가만이 상을 받았다. 브루나이는 1984년에 자격을 얻었으며 1986년 처음으로 해당국 작가가 수상하였다.
| 연도 | 브루나이              | 인도네시아            | 말레이시아           | 필리핀                   | 싱가포르          | 타이                |
| ---- | --------------------- | --------------------- | -------------------- | ------------------------ | ----------------- | ------------------- |
| 1979 |                       | 수타르지 바흐리       | A. 사맛 사잇         | 홀리코 쿠아드라          | 에드윈 툼부       | 캄푼 분타위         |
| 1980 |                       | 푸투 위자야           | 바하루딘 자이날      | 닉 호아킨                | 마수리 빈 술리쿤  | 나오와랏 퐁파이분   |
| 1981 |                       | 구나완 모하맛         | 압둘라 후사인        | 그레고리오 C. 브리얀테스 | 웡멍분(黄孟文)    | 우시리 탐마초띠     |
| 1982 |                       | 마리안 카토포         | 우스만 아왕          | 아드리안 크리스토발      | 마 일랑카난       | 찻 꼽찟(찻 꼽찌띠)  |
| 1983 |                       | Y. B. 망운위자야      | 아디바 아민          | 에딜베르토 K. 티엠포     | 아서 얍           | 쁘라삿폰 푸신라빠톤 |
| 1984 |                       | 부디 다르마           | A. 라팁 모히딘       | 버지니아 R. 모레노       | 웡분와            | 와닛 짜룽낏아난     |
| 1985 |                       | 압둘 하디 위지 무타리 | 아레나 와티          | 리카레도 데메티요        | 누르 S.I.         | 끄릿사나 아속신     |
| 1986 | 무슬림 부르맛         | 사파르디 조코 다모노  | 케말라               | 호세 마리아 시손         | 파라난            | 앙칸 깔라야나퐁     |
| 1987 | 야햐 빈 하지 이브라힘 | 우마르 카얌           | 누르딘 하산          | 비엔베니도 N. 산토스     | 리취펑            | 파이툰 탄야         |
| 1988 | 레만 아맛             | 다나르토              | 아지지 하지 압둘라   | 리오 알마                | 러우페이안        | 니콤 라이야와       |
| 1989 | 아디 클라나           | 게르손 포익           | 시티 자이논 이스마일 | 리나 에스피나 무어       | 수라트만 마르카산 | 찌라난 핏쁘리차     |

### 1990-1994
| 연도 | 브루나이                                    | 인도네시아                | 말레이시아             | 필리핀                     | 싱가포르         | 타이                  |
| ---- | ------------------------------------------- | ------------------------- | ---------------------- | -------------------------- | ---------------- | --------------------- |
| 1990 | 아왕 못 살레 빈 압드. 라팁                  | 아리핀 C. 누르            | S. 오트만 클란탄       | 카르멘 게레로 나크필       | 라마 카나비란    | 안야찰리 위와타나차이 |
| 1991 | 모하맛 자인                                 | 수바기오 사스트로와르도요 | 지하티 아바디          | 이사가니 R. 크루스         | 고팔 바라탐      | 말라 캄짠             |
| 1992 | 아왕 하지 압둘 라만                         | 알리 악바르 나비스        | 이스마일 아바스        | 앨프리드 유손              | 청웡얏           | 삭시리 미솜습         |
| 1993 | 픙이란 하지 못. 유숩                        | 라마단 K.H.               | 카마루자만 압둘 카디르 | 린다 타이-캐스퍼           | 무하맛 아립 아맛 | 위나이 분추아이       |
| 1994 | 양 물리아 아왕 하지 모르시디 빈 하지 마르살 | 타우픽 이스마일           | A. 와합 알리           | 부에나벤투라 S. 메디나 2세 | 나 고빈다사미    | 찻 꼽찟(찻 꼽찌띠)    |

### 1995-1999
베트남은 1995년 아세안에 가입했고, 1996년 처음으로 동남아시아 작가상 수상자를 배출하였다. 라오스와 미얀마는 1997년 수상 자격을 얻었고, 각각 1998년 처음 수상자를 배출하였다. 캄보디아는 1999년 아세안에 가입하여 동년 수상자를 배출하였다.
| 연도 | 브루나이                                    | 캄보디아        | 인도네시아             | 라오스                          | 말레이시아           | 미얀마                 | 필리핀               | 싱가포르       | 타이              | 베트남  |
| ---- | ------------------------------------------- | --------------- | ---------------------- | ------------------------------- | -------------------- | ---------------------- | -------------------- | -------------- | ----------------- | ------- |
| 1995 | P.H. 무하맛 압둘 아지즈                     |                 | 아맛 토하리            |                                 | 수하이미 하지 무하맛 |                        | 테오도로 T 안토니오  | 단잉           | 파이와린 카오응암 |         |
| 1996 | 픙이란 하지 삽투 빈 픙이란 하지 모하맛 살레 |                 | W.S. 렌드라            |                                 | 자하라 나와위        |                        | 마이크 L. 비고르니아 | 호민퐁         | 까녹퐁 송솜판     | 떠후*   |
| 1997 | 아왕 모하맛 빈 하지 팀방                    |                 | 세노 구미라 아지다르마 |                                 | 무하맛 하지 살레     |                        | 알레한드로 로세스    | Elangovan      | 윈 리아오와린     |         |
| 1998 | 바하루딘 H.O.                               |                 | N. 리안티아르노        | 텅캄 언마니선 (ທອງຄຳ ອ່ອນມະນີສອນ) | 오트만 푸테          | Sinbyu-Kyun Aung Thein | 마른 L. 킬라테스     | 압둘 가니 하밋 | 래캄 쁘라도이캄   | 마반캉* |
| 1999 | 노르시아 M.S.                               | Pich Tum Kravel | 쿤토위조요             | 짠티 드안사완 (ຈັນທີ ເດືອນສະຫວັນ)   | 하디자 하심          | Kyaw Aung              | 딘 오필리아 디말란타 | 캐서린 림      | 윈 리아오와린     | 후틴*   |

### 2000년대
| 연도 | 브루나이                            | 캄보디아         | 인도네시아              | 라오스                           | 말레이시아           | 미얀마      | 필리핀                                 | 싱가포르              | 타이              | 베트남        |
| ---- | ----------------------------------- | ---------------- | ----------------------- | -------------------------------- | -------------------- | ----------- | -------------------------------------- | --------------------- | ----------------- | ------------- |
| 2000 | 페힌 다토 압둘 아지즈 빈 주넷       | Kong Bun Chhoeun | 위스란 하디             | 수완턴 붑파누웡 (ສຸວັນທອນ ບຸບຜານຸວົງ) | 림쒸틴               | Daw Yin Yin | 안토니오 엔리케스                      | 테오히라(张曦娜)      | 위몬 사이님누안   | 응우옌카이    |
| 2001 | 라힘 M.S.                           | Mao Ayuth        | 사이니 K.M.             | 솜시 데싸캄푸 (ໂສມສີ ເດຊາຄຳພູ)     | 자카리아 아리핀      | Htin Gyi    | 펠리세 프루덴테 스타. 마리아           | 모하멧 익발           | 촉차이 반딧       | 응우옌둑머우* |
| 2002 | 로슬리 아비딘 야햐                  | Seng Sam An      | 다르만토 자트만         | 위셋 사왱슥사 (ວິເສດ ສະແຫວງສຶກສາ)  | 안와르 빈 리돤       |             | 로베르토 T. 아뇨누에보                 | 모하멧 라팁 빈 모하멧 | 쁘랍다 윤         | 응우옌끼엔    |
| 2003 | 하심 빈 하지 압둘 하밋              | Kim Pinun        | 엔하 디니               | 티압 웡빠까이 (ທຽບ ວົງປະກາຍ)      | 자카리아 알리        |             | 도밍고 G. 란디초                       | 필립 제야레트남       | 드안왓 핌와나     | 방비엣        |
| 2004 | 자와위 빈 하지 아맛                 | Chey Chap        | 구스 tf 사카이          | 텅바이 포티산 (ທອງໃບ ໂພທິສານ)     | 주리나 하산          |             | 세사르 루이스 아키노                   | 쑨아이링(孙爱玲)      | 레왓 판피팟       | 더쭈*         |
| 2005 | 라히미 A.B.                         | Miech Ponn       | 아쳅 잠잠 누르          | 분선 생마니 (ບຸນເສີນ ແສງມະນີ)       | 압둘 가파르 이브라힘 |             | 맬루 제이컵                            | P. 크리슈난           | 빈라 손깔라키리   | 푸짬*         |
| 2006 | 사왈 라잡                           | Vannarirak Pal   | 시토르 시투모랑         | 두앙드안 분냐웡 (ດວງເດືອນ ບຸນຍາວົງ) | 종첸라이             |             | 빅토르 에마누엘 카르멜로 D. 나데라 2세 | 이사 카마리           | 응암푼 웨차치와   | 레반타오      |
| 2007 | 하지 목신 빈 하지 압둘 카디르       | Ourn Suphany     | 수파르토 브라타         | 훔판 랏따나웡 (ຫຸມພັນ ຣັດຕະນະວົງ)    | 라만 샤리            |             | 마이클 코로사                          | 렉스 셸리             | 몬뜨리 시용       | 쩐반뚜언      |
| 2008 | 자이리스 M.S.                       | Sin Touch        | 함삿 랑쿠티             | 오텅 캄인쑤 (ໂອທອງ ຄຳອິນຊູ)        | 하타 아잣 한         |             | 엘메르 알린도간 오르도네스             | 스텔라 콘             | 와차라 사짜사라신 | 응우옌응옥뜨  |
| 2009 | 하자 노르시아 빈티 하지 압둘 가파르 |                  | 플로리베르투스 라하르디 | 캄생 시논텅 (ຄຳແສງ ສີນົນທອງ)       | 아즈마 노르딘        |             | 아브돈 주니어 발데                     | 차휘펑                | 우팃 헤마문       | 까오두이선*   |

- (*) 동남아시아 작가상 홈페이지에서는 정확한 표기를 알 수 없다.(베트남어 알파벳의 불완전한 표기)
- 브루나이 작가명은 말레이인도네시아어 외래어표기법에 준하여 표기.
- 필리핀 작가명은 에스파냐어 및 영어 외래어표기법에 준하여 표기.
- 싱가포르 작가명은 말레이인도네시아어, 영어, 광둥어, 타밀어 및 여타 중국계 방언으로 되어 있는데, 말레이인도네시아어와 영어 작가명은 각각의 외래어표기법에 준하여 표기한다.
- 중국계 작가의 인명 표기는 부정확할 수 있다.(주음부호 표기법을 참고하여 표기)
- 크메르어, 버마어, 타밀어는 아직 체계적인 한글 표기 체계가 없고 본래 문자의 표기를 확인할 수 없으므로 옮기지 않음.